# Pittosporum glabratum
Pittosporum glabratum är en tvåhjärtbladig växtart som beskrevs av John Lindley. Pittosporum glabratum ingår i släktet Pittosporum och familjen Pittosporaceae.

## Underarter
Arten delas in i följande underarter:
- P. g. neriifolium
- P. g. wenxianense